# Юнас Лі
Юнас Лі  (норв. Jonas Lie, 6 листопада 1833, Гокксунн — 5 липня 1908, Ставерн) — норвезький поет, драматург, прозаїк. Входить у «велику норвезьку четвірку» великих письменників разом із Генріком Ібсеном, Б'єрнстьєрне Б'єрнсоном та Александером Х'єлланном.

## Життєпис
Юнас Лі народився 6 листопада 1833 року в норвезькому окрузі Бускерюд. Коли йому було п'ять років, його батько був призначений шерифом Тромсе, що знаходиться в межах Північного Полярного кола. Шість років Юнас провів у віддаленому порту, де слухав розповіді фінських та російських моряків про романтику та корабельну аварію на Північному морі. Через власну мрію стати матросом він вступив у військово-морську школу Фредріксверна, але поганий зір примусив його змінити життєві плани. Його досвід у військово-морській школі пізніше надихнув його до створення твору «Дочка командира» (1886). Пізніше Юнас навчався в Кафедральній школі Бергена, а в 1851 році він вступив в Університет Християнії, де вивчав право. В університеті він познайомився з Генріком Ібсеном та Б'єрнстьєрне Б'єрнсоном.
У 1857 році закінчив навчання і почав свою юридичну практику в місті Конгсвінге, Гедмарк. Також він писав статті для газет та журналів Християнії, що пізніше переросло в його багаторічне захоплення журналістикою. У 1860 році він одружився зі своєю двоюрідною сестрою Томасіною Генрієттою (1833-1907). У шлюбі вони мали п'ятеро дітей, з яких двоє померли молодими. Юнас Лі помер у 1908 році, менше ніж через рік після смерті дружини.
У 1904 році король Норвегії Оскар II нагородив письменника великим орденом святого Олафа.

## Творчість

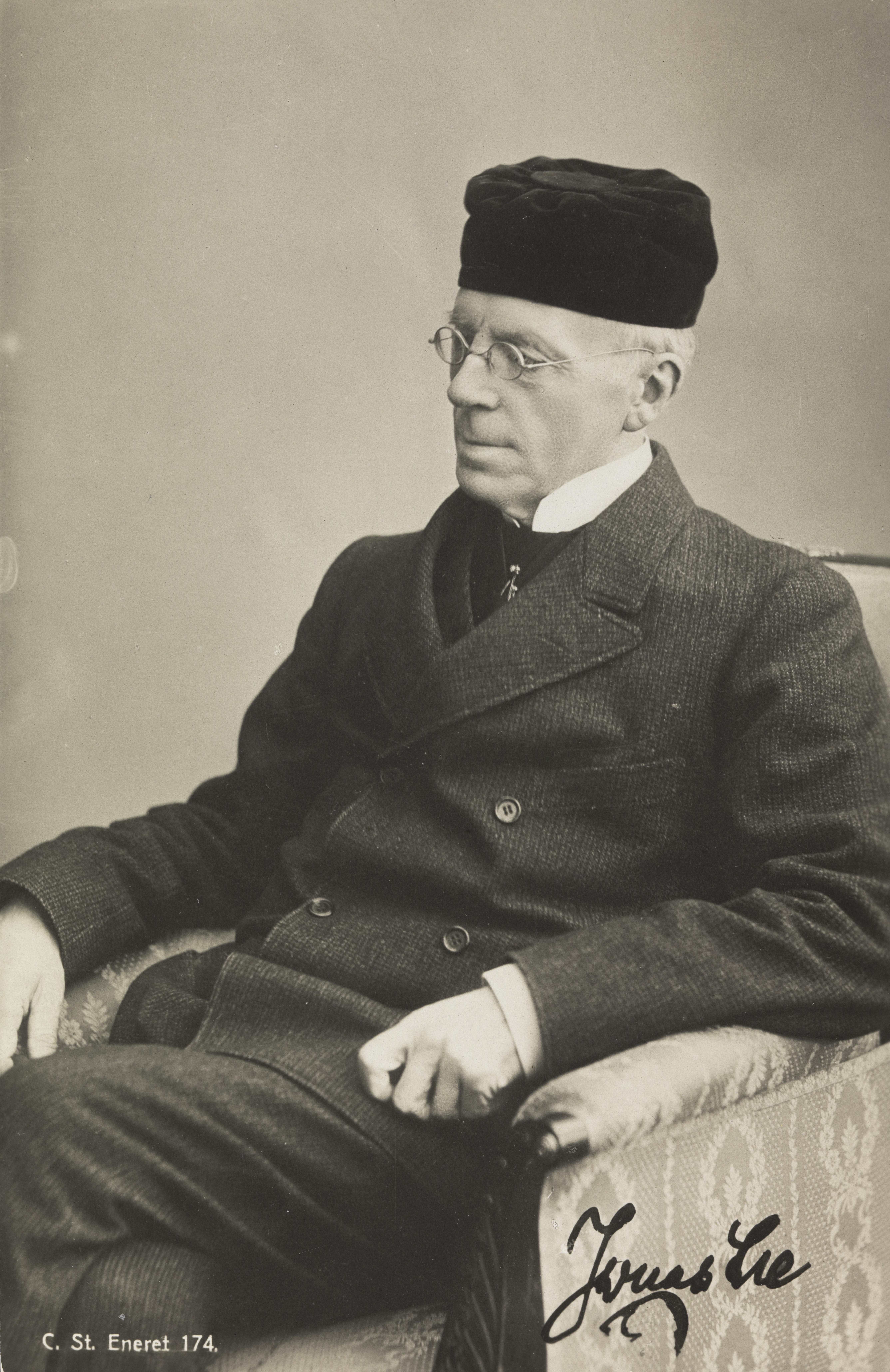
Юнас Лі у зрілому віці.

У Норвегії початку XX століття Лі був найпопулярнішим письменником. Особливо йому вдавались персонажі молодих дівчат, чуттєвих, сповнених енергії, граційних і вольових. Письменник закликав не співпереживати, а бути справедливими.  Твори Юнаса Лі були перекладені майже на всі європейські мови. А перше оповідання Юнаса Лі «Ясновидиця» було написане в 1870 році. Юнас розповів про кохання Поля і Вірджинії на Крайній Півночі і відразу отримав визнання. В наступних творах — «Норвезькі оповідання» (1872), «Трищоглове судно "Майбутнє"» (1873), «Лоцман і його дружина» (1874), він постав  художником північної природи, правдиво зобразив ідилічний і водночас трудовий побут норвезьких моряків і рибалок.
Роман «Засуджений до смертної кари» (1883) поставив письменника на один рівень з Б'єрнсоном та Ібсеном. Це історія чоловіка, чесного за природою, який однак, через першу помилку падає все нижче і нижче. Роман сповнений реалізму і поезії, і читач не засуджує героя, а співпереживає з ним. Останні роки життя автор присвятив себе майже виключно журналістиці, працюючи наполегливо і без великої нагороди.
Теми творчості:
- Падіння і загибель провінційної аристократичної сім'ї
- Проблеми "батьків" і "дітей"
- Життя моряків і рибалок
- Жіноча доля
- Відображення природи, народного побуту та соціального духу норвезької нації
- Споглядання сімейного життя з різних боків